# Yaiza (kommun)
Yaiza är en kommun i Spanien. Den ligger i den autonoma regionen Kanarieöarna i sydvästra delen av landet, 1 600 km sydväst om huvudstaden Madrid. Antalet invånare är 19 443 (2024). Arean är 40,76 kvadratkilometer. Yaiza ligger på ön Lanzarote. Yaiza gränsar till Tinajo och Tías. 